# Schwarzkopftragopan

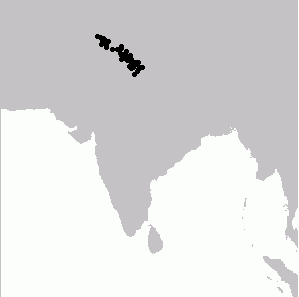
Verbreitung des Schwarzkopftragopans

Der Schwarzkopftragopan (Tragopan melanocephalus) ist eine Art aus der Familie der Fasanenartigen. Er kommt ausschließlich in Asien vor. Er ist die größte und gemeinsam mit dem Blythtragopan die seltenste Art in der Gattung der Tragopane. Es werden keine Unterarten unterschieden.

## Erscheinungsbild
Wie alle Tragopane weist der Schwarzkopftragopan einen auffälligen Geschlechtsdimorphismus auf. Die Hähne sind bunt gefärbt, wobei die Farbtöne Rot, Braun und Schwarz vorherrschen. Das vollständige Adultgefieder wird im zweiten Lebensjahr ausgebildet. Die Hähne besitzen kurze Sporne. Am Kopf tragen sie zu beiden Scheitelseiten durch Schwellkörper aufrichtbare Fleischzapfen, an der Kehle eine latzartige, dünn befiederte und leuchtend gefärbte, schwellfähige Haut. Der Oberkopf ist schwarz, die Iris ist bei beiden Geschlechtern braun. Die Beine sind rosafarben; außerhalb der Fortpflanzungszeit sind die Beine etwas blasser. Die Gefiederfarbe der Weibchen wird von Brauntönen dominiert.
Männchen erreichen eine Körpergröße zwischen 69 und 73 Zentimetern und wiegen zwischen 1,8 und 2,1 Kilogramm. Weibchen erreichen eine durchschnittliche Körperlänge von 60 Zentimetern und wiegen zwischen 1,2 und 1,4 Kilogramm.

## Verbreitungsgebiet und Lebensraum
Der Schwarzkopftragopan kommt im Nordwesten des Himalayas vor. Das Verbreitungsgebiet reicht vom Norden Pakistans in östlicher Richtung über Kaschmir und Ladakh im Nordwesten Indiens bis in die Kattor- und Bhilling-Täler des Garhwal. Ursprünglich kam der Schwarzkopftragopan auch weiter östlich in Indien vor. Auch im Südwesten Tibets wurde die Art bereits beobachtet.
Der Schwarzkopftragopan kommt überwiegend in Regionen vor, die mit Eichen bestanden sind. Dabei handelt es sich häufig um Quercus baloot, die gemeinsam mit Nadelbäumen wächst. Die Höhenverbreitung reicht bis in Höhen von 3.600 Metern. Im Winterhalbjahr wandern die Schwarzkopftragopane talabwärts und kommen gelegentlich bis in Lagen von 1.350 Metern vor. 

## Lebensweise
Der Schwarzkopftragopan ist sehr schwierig zu beobachten, da er sehr scheu ist und sich überwiegend im Unterholz aufhält. Gewöhnlich lebt er einzeln oder in Paaren, nur unmittelbar nach der Fortpflanzungsperiode wird er auch in Familienverbänden beobachtet. Er frisst überwiegend in den frühen Morgen- und den späten Nachmittagsstunden und ist dann gelegentlich auch mit anderen Fasanen vergesellschaftet. 
Das Fortpflanzungsverhalten des Schwarzkopftragopans ist bislang nicht hinreichend untersucht. Es wird vermutet, dass die Art monogam ist. Nester, die bislang gefunden wurden, befanden sich auf dem Boden, in Baumhöhlen drei Meter über dem Erdboden und in einem aufgegebenen Nest einer anderen Vogelart 13 Meter über dem Erdboden. Das Gelege umfasst zwei bis sechs Eier.  

## Belege

### Einzelbelege
1. ↑  Madge et al., S. 281